# Джош Келлі
Джош Келлі (англ. Josh Kelly; 7 березня 1994, Сандерленд) — британський професійний боксер, призер Європейських ігор 2015.

## Аматорська кар'єра
2012 року на молодіжному чемпіонаті світу Джош Келлі зайняв третє місце.
2015 року на Європейських іграх здобув дві перемоги і у півфіналі поступився Парвізу Багірову (Азербайджан), отримавши бронзову медаль.
На чемпіонаті світу 2015 здобув дві перемоги і програв у чвертьфіналі Мохаммеду Рабії (Марокко).
На Олімпійських іграх 2016 в першому бою переміг Валіда Мохамеда (Єгипет), а в другому програв майбутньому чемпіону Даніяру Єлеусінову (Казахстан).

## Професіональна кар'єра
Після Олімпіади Джош Келлі перейшов до професійного боксу. 31 березня 2018 року завоював титул інтернаціонадьного чемпіона WBA  у напівсередній вазі. 16 червня 2018 року завоював ще й титул чемпіона Співдружності.
20 лютого 2021 року в бою за титул чемпіона Європи за версією EBU у напівсередній вазі Джош Келлі зустрівся з діючим чемпіоном Давидом Аванесяном (Росія) і зазнав поразки технічним нокаутом у шостому раунді.